# خيام التركي
خيام التركي ولد في أبريل 1965 بباريس، هو سياسي تونسي فرنسي.

## السيرة الذاتية

### المسار المهني
ابن دبلوماسي، زاول خيام التركي تعليمه في عدة مؤسسات في مختلف دول العالم، أين تحصل على شهائد من معهد الدراسات التجارية العليا بقرطاج ومعهد الدراسات السياسية بباريس والجامعة الأمريكية بالقاهرة، وبدأ مساره المهني في 1992 مع عدة مؤسسات في شمال أفريقيا والشرق الأوسط وأوروبا مختصة في مجالات المالية والتجارة والعقارات، مثل شركة سبي باتينيول كمدير مالي لها في مصر وشركة سوسيتيه جنرال كمحلل مالي لها في لندن، إلى جانب إدارة عدة شركات قام هو بتأسيسها.

### المسار السياسي
سياسيا، انضم خيام التركي لحزب التكتل الديمقراطي من أجل العمل والحريات بين 2011 و2015، أين كان فيه عضوا في المكتب السياسي وعضوا في المكتب التنفيذي كأمين عام مساعد. كان كذلك مستشارا استراتيجيا ومدير الحملة الانتخابية للحزب في انتخابات المجلس الوطني التأسيسي التونسي 2011. في نفس الوقت، شارك في برنامج للقضاء على الفقر والإقصاء الاجتماعي في المدن.

في 2011، اقترحه حزب التكتل ليكون وزيرا للمالية في حكومة حمادي الجبالي، لكنه انسحب من المنصب إثر قضية أثارتها شركة إماراتية كان يعمل معها لحدود 2008. 

في 2015، أسس خيام التركي خلية تفكير تحت اسم «جسور» للدراسات والأبحاث السياسية. 

في 2020، اقترحته كل من حركة النهضة وقلب تونس وكتلة المستقبل وحزب البديل التونسي والكتلة الوطنية ومشروع تونس لمنصب رئيس الحكومة.